# Pereshchépine
Pereshchépine (en ucraniano: Перещепине, romanizado: Pereshchépyne) es una ciudad ucraniana perteneciente al óblast de Dnipropetrovsk. Situada en el este del país, forma parte del raión de Novomoskovsk y del municipio (hromada) homónimo.

## Toponimia
El nombre de la ciudad en ruso también es Pereshchépino (en ruso: Перещепино). 

## Geografía
Pereshchépine está situada a orillas del río Oril, 70 kilómetros al norte de Dnipró. 

## Historia
La primera mención escrita de Pereshchépine se remonta a 1764. En ese entonces formaba parte de la palanka de Orelska del Sich de Pidpilnenska. Según el relato de un ex cosaco, Pereshchépine figura entre los 17 asentamientos cosacos más antiguos de la gobernación de Yekaterinoslav.En 1768, las tropas del kan de Crimea, tras haber atravesado la orilla izquierda del Dniéper, atacaron los asentamientos cosacos a lo largo de los ríos Oril y Samara, incluido Pereshchépine.
Después del exitoso final de la guerra ruso-turca de 1768-1774, Pereshchépine comenzó a ser reconstruida y poblada nuevamente.A finales del siglo XIX, Pereshchépine era una aldea en el uyezd de Novomoskovsk. 
En 1938, Pereshchépine recibió el estatus de asentamiento de tipo urbano. Durante la Segunda Guerra Mundial, las tropas soviéticas abandonaron Pereshchépine el 30 de septiembre de 1941. Tras la expulsión de los nazis en el otoño de 1943, el pueblo quedó en ruinas. Hasta 1963, Pereshchépine fue el centro del raión de Pereshchépine.
Pereshchépiene recibió el estatus de ciudad desde el año 2000.

## Demografía
La evolución de la población de Pereshchépine entre 1959 y 2022 fue la siguiente:
| 7873                                                          | 6471 | 10 723 | 9882 | 10 041 | 10 106 | 10 287 | 10 178 | 9639 |
| (Fuente: Cities & Towns of Ukraine y UKRAINE: Größere Städte) |      |        |      |        |        |        |        |      |

Según el censo de 2001, el 86,92% de la población son ucranianos y el 10,98% son rusos. En cuanto al idioma, la lengua materna de la mayoría de los habitantes, el 85,99%, es el ucraniano; del 13,27%, el ruso.

## Infraestructura

### Transporte
Por la autopista M18, que discurre a lo largo de la ciudad,se llega a las ciudades de Járkov y a Dnipró. La estación de tren de Pereshchépine está a 2 km al oeste de la ciudad.

## Galería

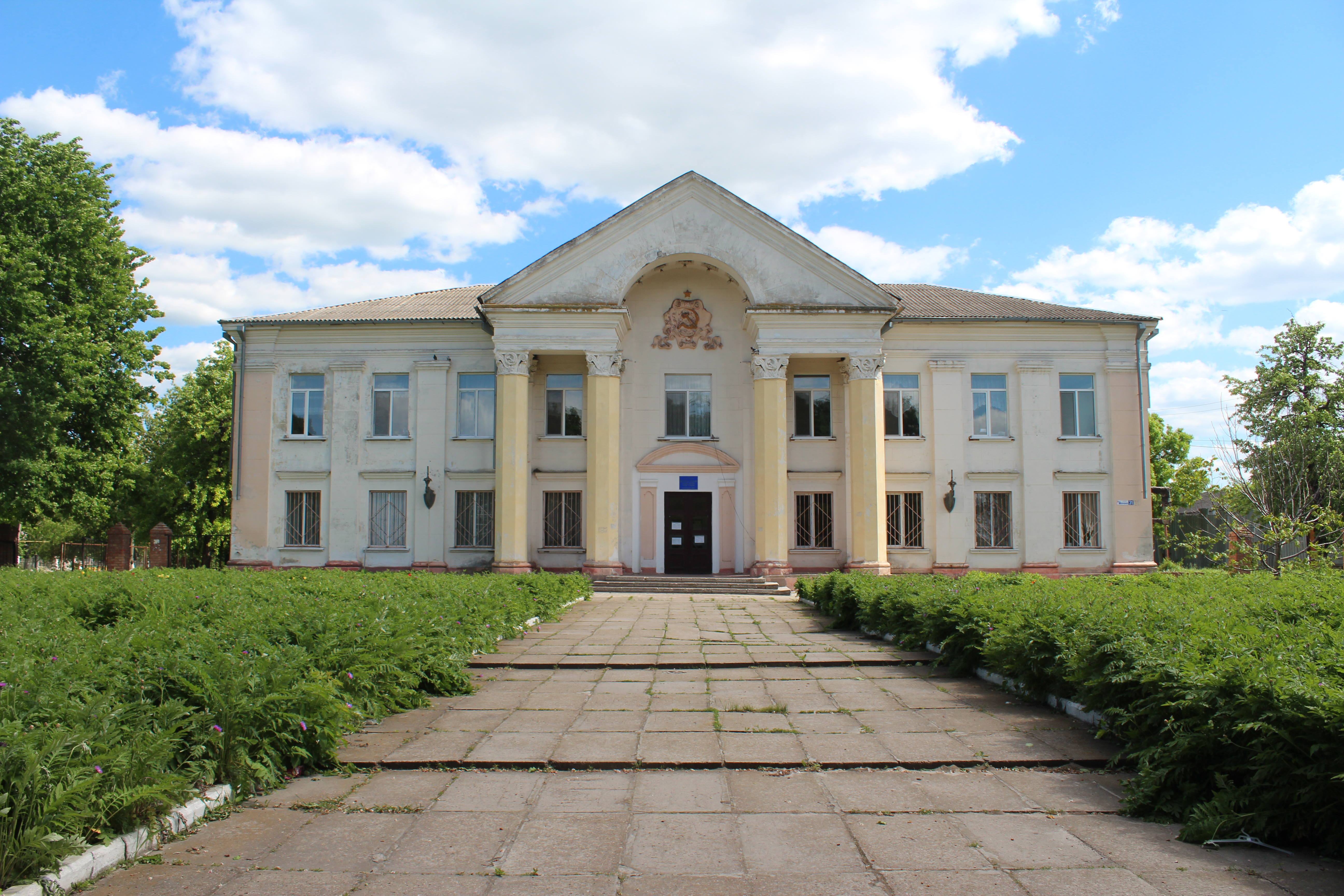
Centro médico local
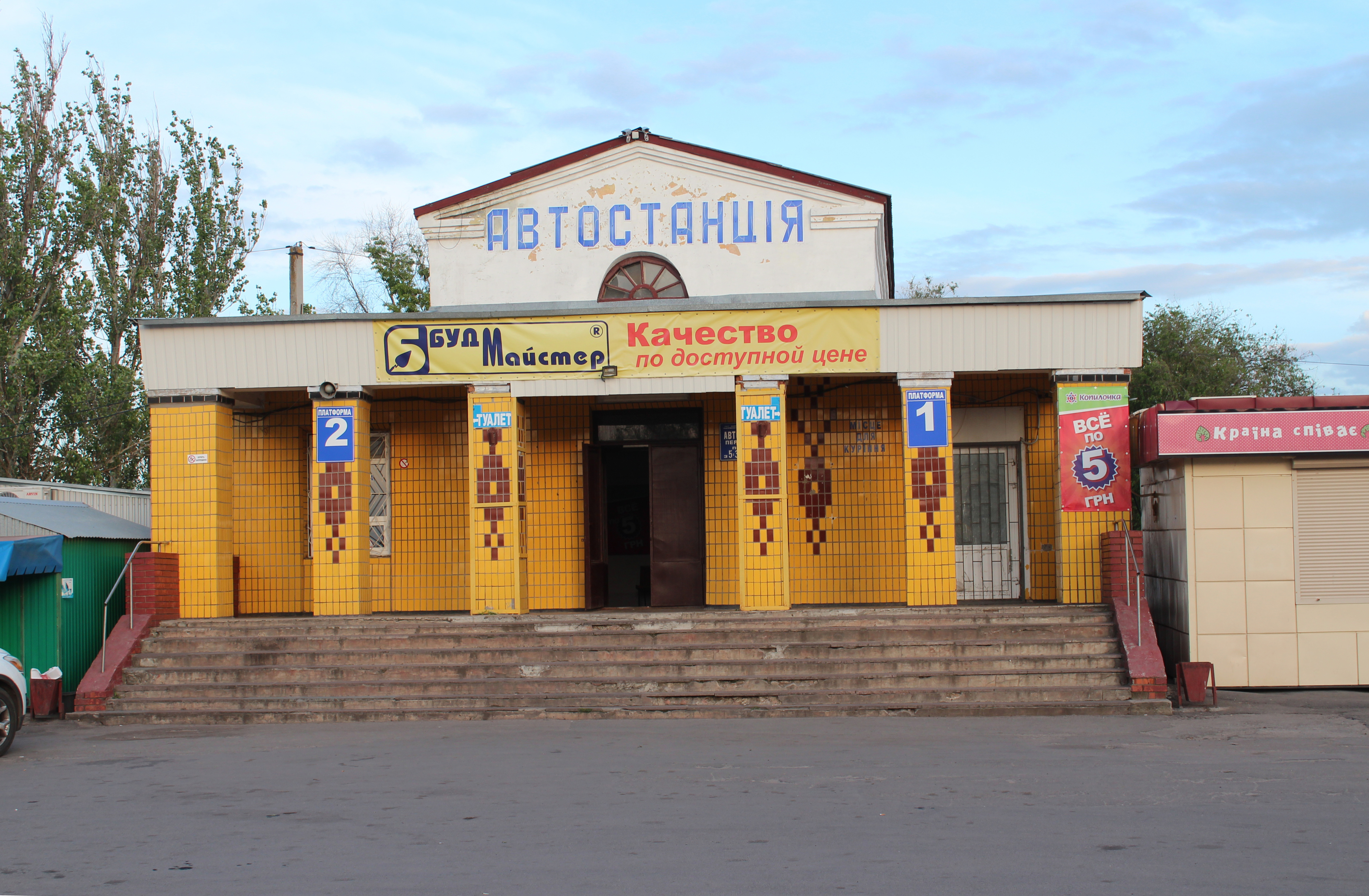
Estación de buses de Pereshchepine
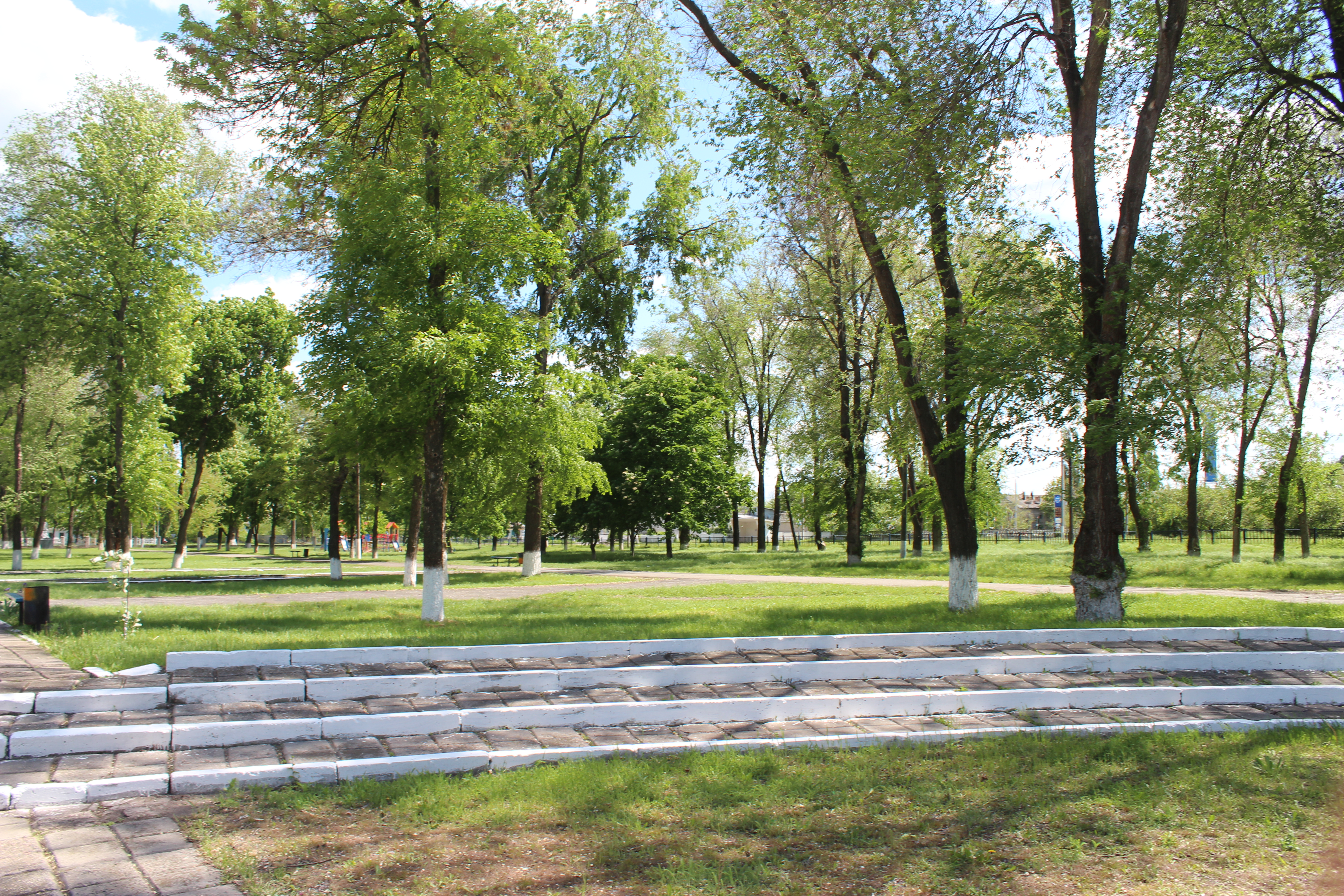
Parque Shevchenko local